# Bratslav
Bratslav (Oekraïens: Брацлав; Pools: Bracław; Jiddisch: בראָסלעוו) is een stedelijke nederzetting en gemeente in de Oekraïense oblast Vinnytsja. De plaats telde in 2019 5.241 inwoners. De chassidische beweging Breslov komt oorspronkelijk uit dit stadje.

## Geschiedenis
Tussen 1802 en 1810 leefde rebbe Nachman van Breslov in deze stad.
Op 22 juli 1941 werd Breslav bezet door Duitse en Roemeense legers en werd het veranderd in een getto voor Joden in Bratslav en zijn omgeving. Volgens Roemeense rapporten waren er eind december 1941 747 Joden in Bratslav. Op 1 januari 1942 werden de meeste Joden overgebracht naar een vernietigingskamp en werden 50 mensen verdronken in de rivier Zuidelijke Boeg. Twee werkkampen voor Duitse bouwbedrijven Todt-Dorman en Horst und Jessen werden in augustus 1942 geopend. Hier werden ongeveer 1.200 Joden gedeporteerd uit Roemenië, evenals ongeveer 300 Oekraïense Joden. Het arbeidsrooster was bedoeld om alle gevangenen uit te putten: werk in metselwerk, zonder vrije dagen, van zonsopgang tot zonsondergang, met een lunchpauze van 30 minuten. Op 23 september 1942 werden alle ouderen en kinderen in een naburig bos doodgeschoten. De executies gingen na die datum regelmatig door. In april 1943 werd het kamp Todt-Dorman gesloten en werden de gevangenen overgebracht naar Horst und Jessen. Bratslav maakte tot de bevrijding door het Rode Leger, op 17 maart 1944, deel uit van het koninkrijk Roemenië.

## Bevolking
Op 1 januari 2019 telde Bratslav 5.241 inwoners, een daling vergeleken met 5.631 inwoners in 2012 en 7.791 inwoners in 1926. Begin 21e eeuw waren de meeste inwoners etnische Oekraïners (90%), gevolgd door Russen (7%) en Polen (1%). De Joodse gemeenschap daalde van 1.840 personen in 1926 naar 1.010 personen in 1939. Tijdens de Holocaust zijn nagenoeg alle Joodse inwoners van Bratslav vermoord.
Bevolkingsontwikkeling van Bratslav
- 1897 — 7 863
- 1926 — 7 791
- 1939 — 3 974
- 1959 — 3 964
- 1989 — 6 386
- 2012 — 5 631
- 2019 — 5 241